# Ruunasaari (ö i Kajanaland, Kehys-Kainuu)
Ruunasaari är en ö i Finland. Den ligger i sjön Kuurtojärvi och i kommunen Suomussalmi i den ekonomiska regionen  Kehys-Kainuu  och landskapet Kajanaland, i den centrala delen av landet, 600 km norr om huvudstaden Helsingfors. Öns area är 2,1 hektar och dess största längd är 230 meter i sydväst-nordöstlig riktning.